# Вежбицкий, Людвик
Людвик Вежбицкий (пол. Ludwik Wierzbicki герба Слеповрон; 22 декабря 1834, Верхний Вербиж — 18 декабря 1912, Львов) — выдающийся польский архитектор, организатор железнодорожного движения в Галиции и на Буковине, искусствовед. Первый директор Станиславовской железной дороги (1894—1897), директор Львовской железной дороги (1897—1904). Автор трудов по народоведению и истории железных дорог.

## Биография

### Происхождение и образование

Слеповрон— герб Вежбицких

Родился 22 декабря 1834 года в селе Верхний Вербиж (Королевство Галиции и Лодомерии). Его отец Ремигиан происходил из окрестностей Ковеля (Волынь), служил капитаном в войске Королевства Польского и участвовал в Ноябрьском восстании (1830—1831). После поражения восстания эмигрировал в Галицию, которая в то время входила в Австрийскую империю. Здесь Ремигиан Вежбицкий вступил в брак с Екатериной Зброшек.
Начальное образование Людвик Вежбицкий получил в народной школе отцов ордена в Дрогобыче. В 1847—1848 годах посещал неполную среднюю школу в Станиславове. Во время революции в Австрийской империи (1848—1849) отец Людвика был арестован и интернирован в Линц. 14-летний Людвик вынужден прервать учёбу в школе и идти работать, чтобы финансово помочь семье. В 1851 году, после возвращения отца из ссылки, Людвиг продолжил учёбу в реальной школе во Львове, которая давала знания технического направления. Во время учёбы давал частные уроки. После окончания обучения в реальной школе, поступил в Венскую академию искусств, где изучал архитектуру.

### Архитектор
После окончания высшего образования в 1858 году, работал архитектором в Вене. С 1860 года перешел на работу на Галицкую железную дорогу имени Карла Людвига, где работал над проектом первого железнодорожного вокзала Львова, который стоял на месте построенного в нач. XX века по проекту Садловского. Одновременно с этим работал над проектом здания пенсионного фонда железных дорог в Вене.
С созданием общества Львовско-Черновицкой железной дороги в 1864 году, Людвик Вежбицкий перешел сюда на работу, где работал над проектами вокзалов и других сооружений на станциях этой дороги. В 1867—1871 годах руководил строительством железной дороги между Черновцами и Сучавой. В 1871 году вернулся во Львов, где работал руководителем движения на Львовско-Черновицко-Ясской железной дороге до её национализации (1889). В 1889—1894 годах руководил департаментом генеральной дирекции железных дорог Австро-Венгрии в Вене, а в 1894—1897 годах был руководителем Станиславовской дирекции железных дорог.
В 1897 году возглавлял Львовскую дирекцию железных дорог, руководил строительством во Львове в 1901—1904 годах нового железнодорожного вокзала. В 1905 ушел в отставку с должности директора.

### Научная работа и другие проекты
Людвик Вежбицкий был разносторонним человеком. Кроме работы на железной дороге, был доцентом Львовской политехники, послом (депутатом) сейма, радным (депутатом) городской рады Львова, императорско-королевским консерватором (хранителем) памятников, издал ряд научных трудов, в частности, «Отчет археологической выставки во Львове», серии «Образцы домашнего промысла крестьян на Руси», монографий «Замок в Олеско» и «Синагога в Яблонове», а также «Развитие железных дорог в Галиции от 1847 до 1890 г.» (из-за смерти автора продолжение этой монографии осталось в рукописи). Был организатором и руководителем первой Краевой выставки во Львове в 1877 году, а также одним из инициаторов и организаторов Промышленного музея во Львове. Для обучения детей железнодорожников основал во Львове школу (1895) и бурсу (1904), а для отдыха — лагерь в Тухле.
Кроме железнодорожных сооружений, как архитектор был автором проектов костела в Гнездычеве возле Жидачева и городского казино в Львове (дом на современном проспекте Шевченко, 13).

### Семья
Был женат на Юлии Бортник, которая родила ему двух детей — сына Александра (1866) и дочь Марию (1867). Впоследствии Александр стал инженером. Дочь Мария умерла преждевременно во взрослом возрасте.

### Смерть и похороны
Умер 18 декабря 1912 года в Львове. Похоронен на Лычаковском кладбище в семейном склепе вместе с отцом Ремигианом, братом Александром и дочерью Марией.